# John List
John Emil List (17. září 1925, Bay City, Michigan, USA – 21. března 2008, Trenton, New Jersey) byl americký vrah.

## Podezřelý z únosu Boeingu 727
V roce 1971 byl John List považován za jednoho z hlavních podezřelých. Jeho věk, vzhled a tělesná konstituce se shodovaly s Cooperovým popisem.  Agent Ralph Himmelsbach prohlásil, že List v tomto případě pravděpodobně mohl být pachatelem. Cooper získal výkupné 200 000 USD, což je stejná suma, kterou List vybral z účtu své matky tři dny před její vraždou. List však nadále popíral, že je D. B. Cooper, a FBI jej nakonec přestala považovat za podezřelého.
Patnáct dní po únosu Boeingu 727 ve Westfieldu v New Jersey List vyvraždil svou rodinu a poté na 17 let zmizel. V roce 1989 byl zatčen.
List zemřel ve vězení 21. března 2008 na zápal plic.